# Asnières-sur-Nouère
Asnières-sur-Nouère är en kommun i departementet Charente i regionen Nouvelle-Aquitaine i västra Frankrike. Kommunen ligger  i kantonen Hiersac som ligger i arrondissementet Angoulême. År 2022 hade Asnières-sur-Nouère 1 278 invånare.

## Befolkningsutveckling
Antalet invånare i kommunen Asnières-sur-Nouère
Referens:INSEE